# John Vesey (1er baron Knapton)
John Denny Vesey, 1er baron Knapton (décédé en 1761) est un homme politique anglo-irlandais et un pair. 

## Biographie
Il est le fils de Thomas Vesey (1er baronnet) et de son épouse Mary Muschamp, seule fille survivante et héritière de Denny Muschamp de Horsley, dans le Surrey, et de son épouse Elizabeth Boyle, fille de Michael Boyle (archevêque), archevêque d’Armagh. 
En 1727, il est élu à la Chambre des communes irlandaise comme député de Newtownards et occupe le siège jusqu'en 1750. Le 6 août 1730, il succède à son père comme baronnet. Le 10 avril 1750, il est élevé au rang de baron Knapton, dans le comté de Queen's, dans la pairie d'Irlande, et occupe son siège à la Chambre des lords irlandaise. 
Il épouse Elizabeth Brownlow, fille de William Brownlow (1683-1739). Son fils aîné, Thomas Vesey (1er vicomte de Vesci), nommé vicomte de Vesci en 1776, lui succède dans ses titres.